# Zvíkovec
Zvíkovec är en köping i Tjeckien.   Den ligger i regionen Plzeň, i den västra delen av landet, 50 km väster om huvudstaden Prag. Zvíkovec ligger 323 meter över havet och antalet invånare är 170.
Terrängen runt Zvíkovec är platt åt nordväst, men åt sydost är den kuperad. Zvíkovec ligger nere i en dal. Runt Zvíkovec är det mycket glesbefolkat, med 6 invånare per kvadratkilometer. Närmaste större samhälle är Rakovník, 16,9 km norr om Zvíkovec. Omgivningarna runt Zvíkovec är en mosaik av jordbruksmark och naturlig växtlighet.